# کوه‌های اکاکوس
کوه‌های اکاکوس یا تدرارت اکاکوس (به عربی: تدرارت أكاكوس) رشته‌کوهی در بیابان‌های استان غات در غرب لیبی و بخشی از صحرای بزرگ آفریقاست. این کوه‌ها در شرق شهر غات قرار داشته و گستره‌ای ۱۰۰ کیلومتری از مرز الجزایر به سمت شمال را در بر می‌گیرد.
تدرارت در زبان محلی به‌معنای «کوه» است و این منطقه از نظر کنده‌کاری‌ها و سنگ‌نگاره‌های مربوط به دوران پیش از تاریخ بسیار غنی است. همین موضوع سبب شد تا یونسکو در سال ۱۹۸۵ این منطقه را به‌دلیل اهمیت چنین آثاری در فهرست میراث جهانی خود قرار دهد. این سنگ‌نگاره‌ها که قدمتشان به ۱۲٬۰۰۰ سال پیش از میلاد تا ۱۰۰ سال پس از میلاد می‌رسد نشان‌دهندهٔ تغییرات فرهنگی و طبیعی در منطقه هستند. نقاشی‌ها و کنده‌کاری‌هایی از جانورانی همچون زرافه، فیل، شترمرغ، شتر و همچنین از انسان و اسب بر روی این صخره‌ها به‌چشم می‌خورد. نگارگری‌های مربوط به انسان او را در حالات مختلف زندگی روزانه‌اش همچون رقصیدن و نواختن موسیقی به‌تصویر کشیده است.
گذشته از این سنگ‌نگاره‌های پیش از تاریخ، خود کوه‌های اکاکوس نیز مجموعه‌ای از چشم‌اندازهای گوناگون همچون تلماسههایی با رنگ‌های متفاوت، طاق‌ها، آبکندها، صخره‌های تک‌افتاده و مسیل‌ها (وادی)های عمیق را در بر می‌گیرد. همچنین این منطقه علی‌رغم قرار گرفتنش در صحرای بزرگ آفریقا دارای پوشش گیاهی بوده و چند چشمه و چاه در کوه‌هایش یافت می‌شود.
با این حال جستجو برای یافتن نفت در منطقه در سال‌های اخیر سبب‌شده تا آثار هنری صخره‌ای کوه‌های اکاکوس در معرض خطر قرار گیرد. استفاده از چکش‌های لرزه‌ای برای مشخص‌کردن جای ذخایر نفتی از طریق ارسال ضرباتی به زیر زمین تأثیر منفی قابل توجهی بر صخره‌های مجاور آن از جمله صخره‌های حاوی سنگ‌نگاره‌های پیش از تاریخ کوه‌های اکاکوس داشته است.

## نگارخانه

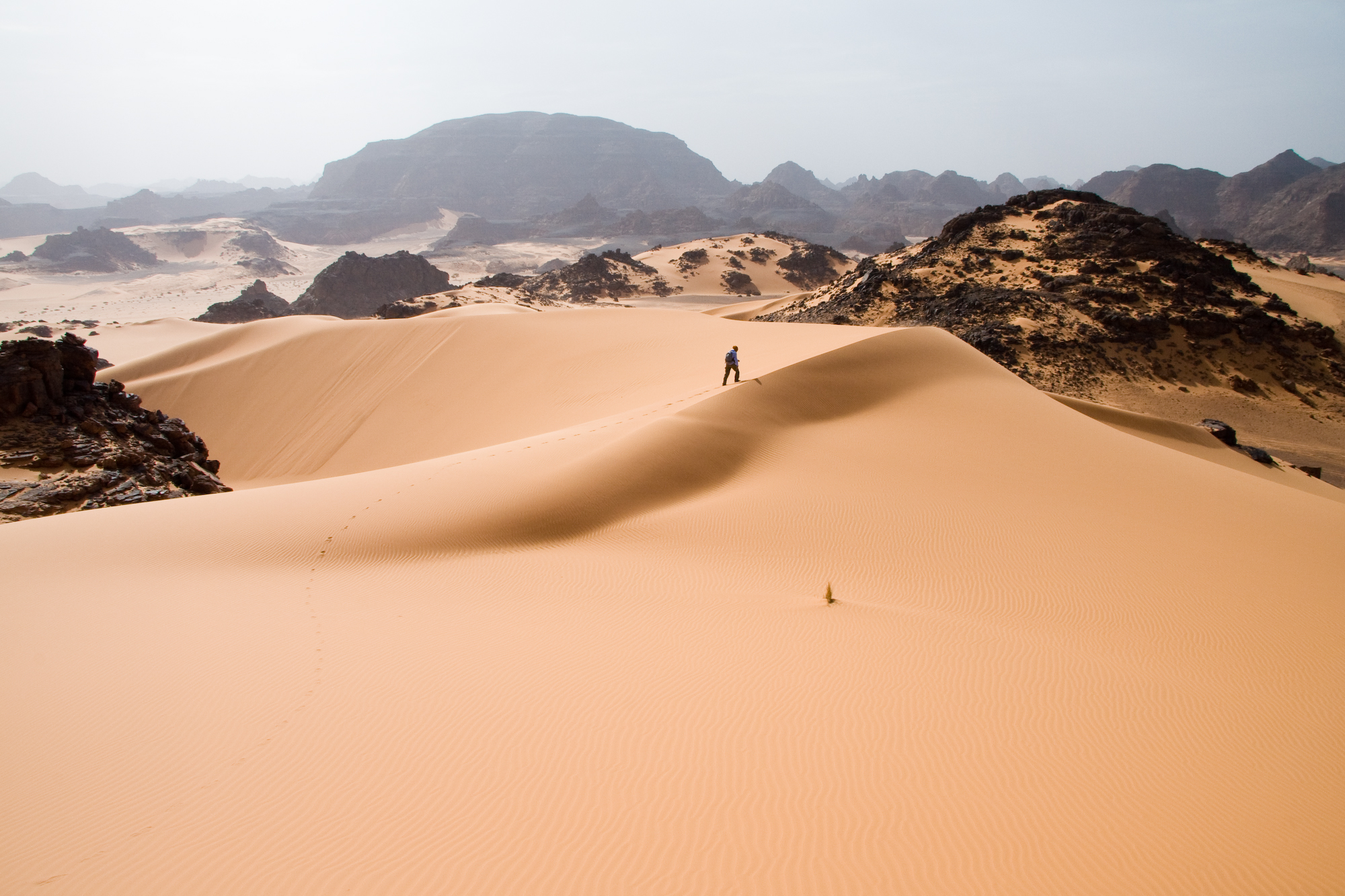
تلماسه‌ها و کوه‌های اکاکوس
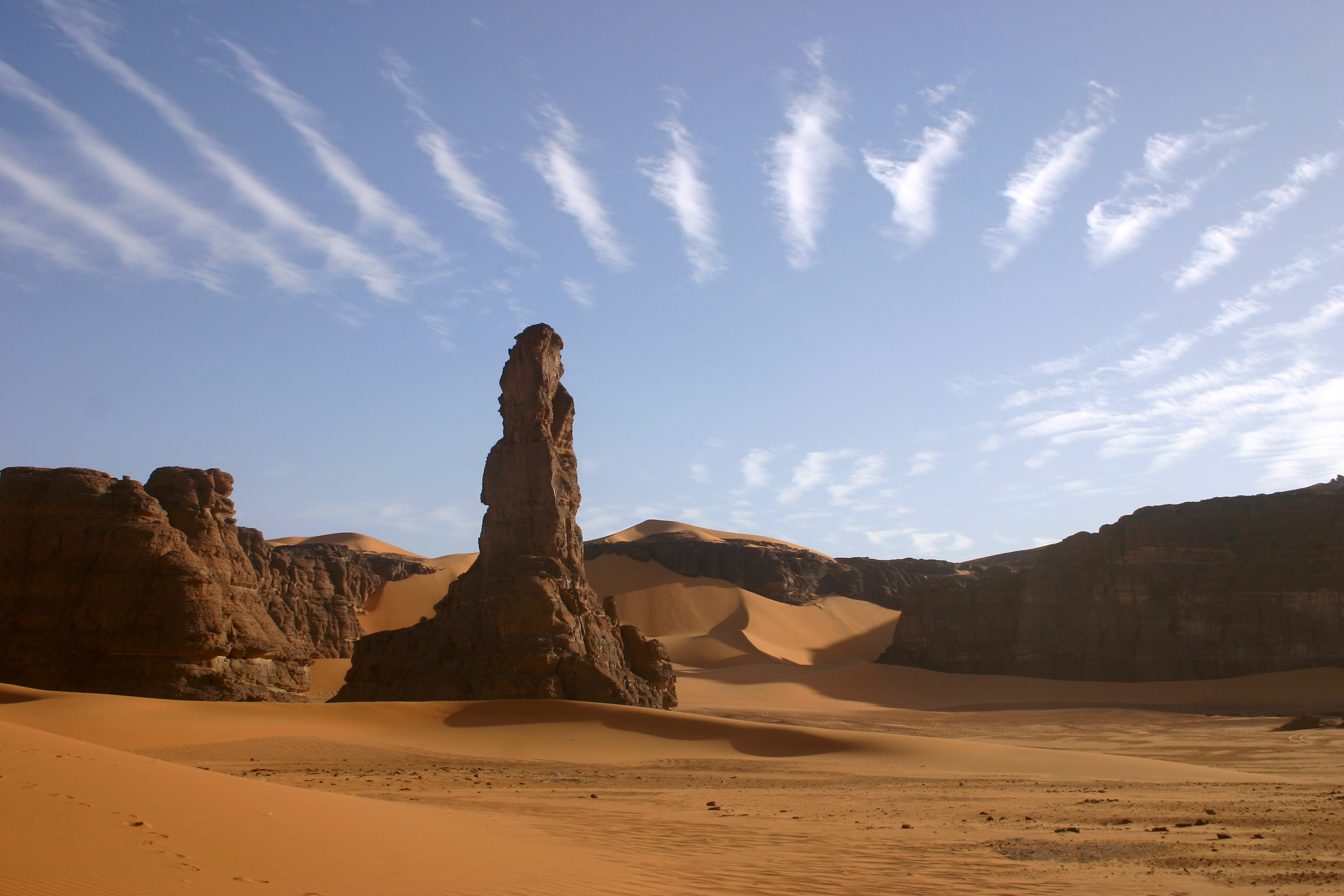
سازندهای صخره‌ه‌ای منطقهٔ تدرارت اکاکوس
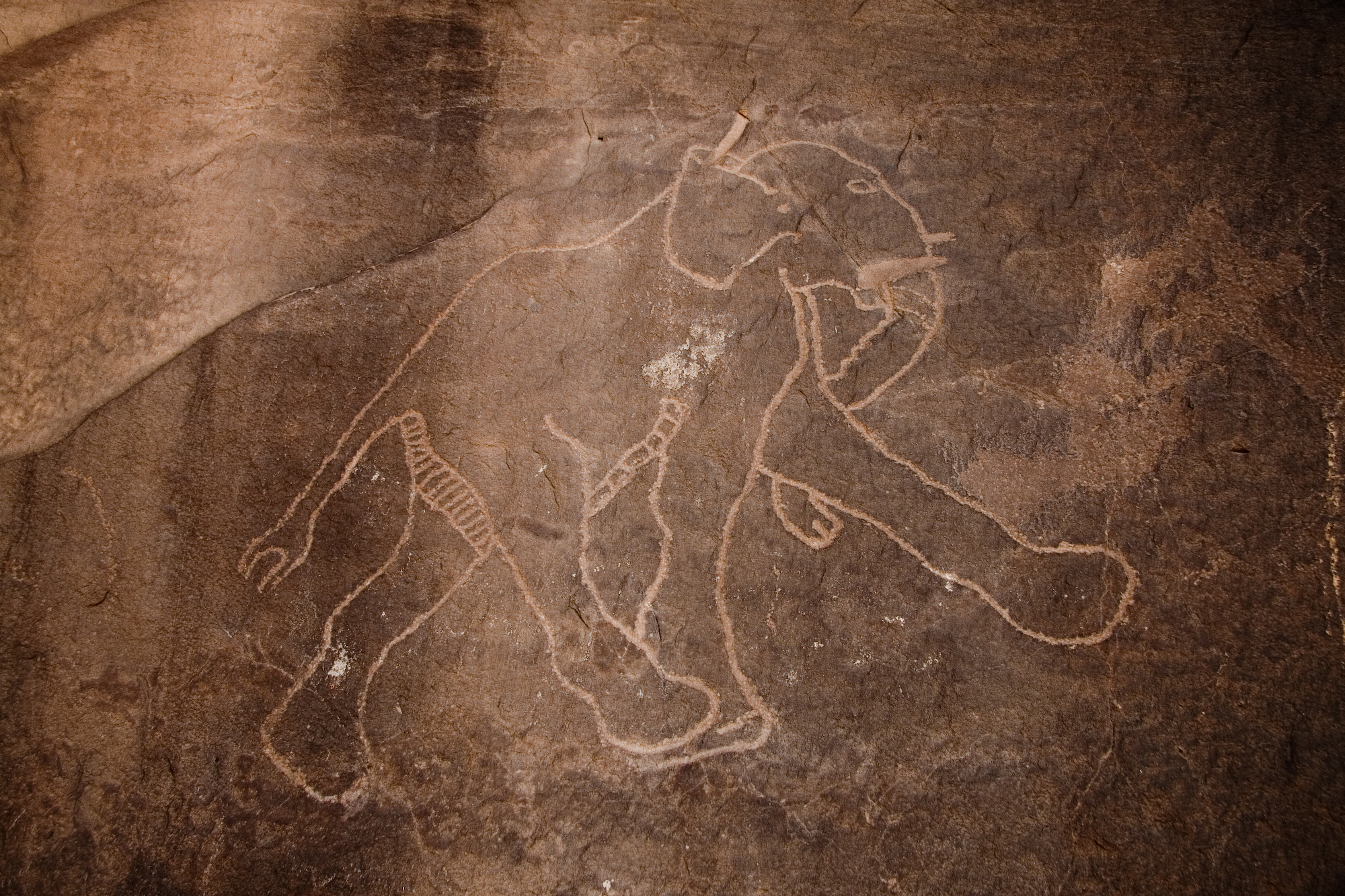
فیل کنده‌کاری‌شده روی صخره‌های اکاکوس
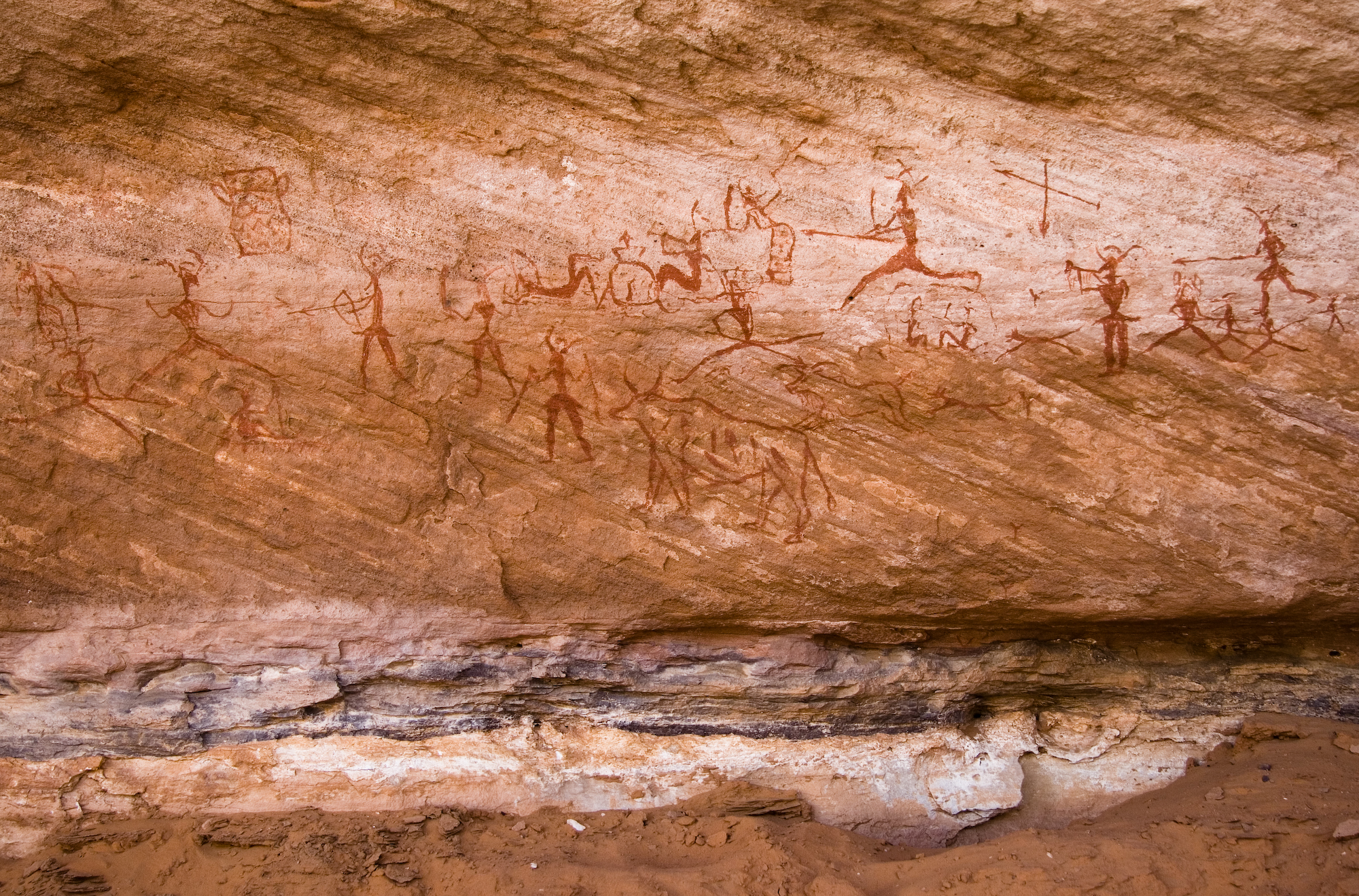
سنگ‌نگاره‌هایی از انسان و حیوان
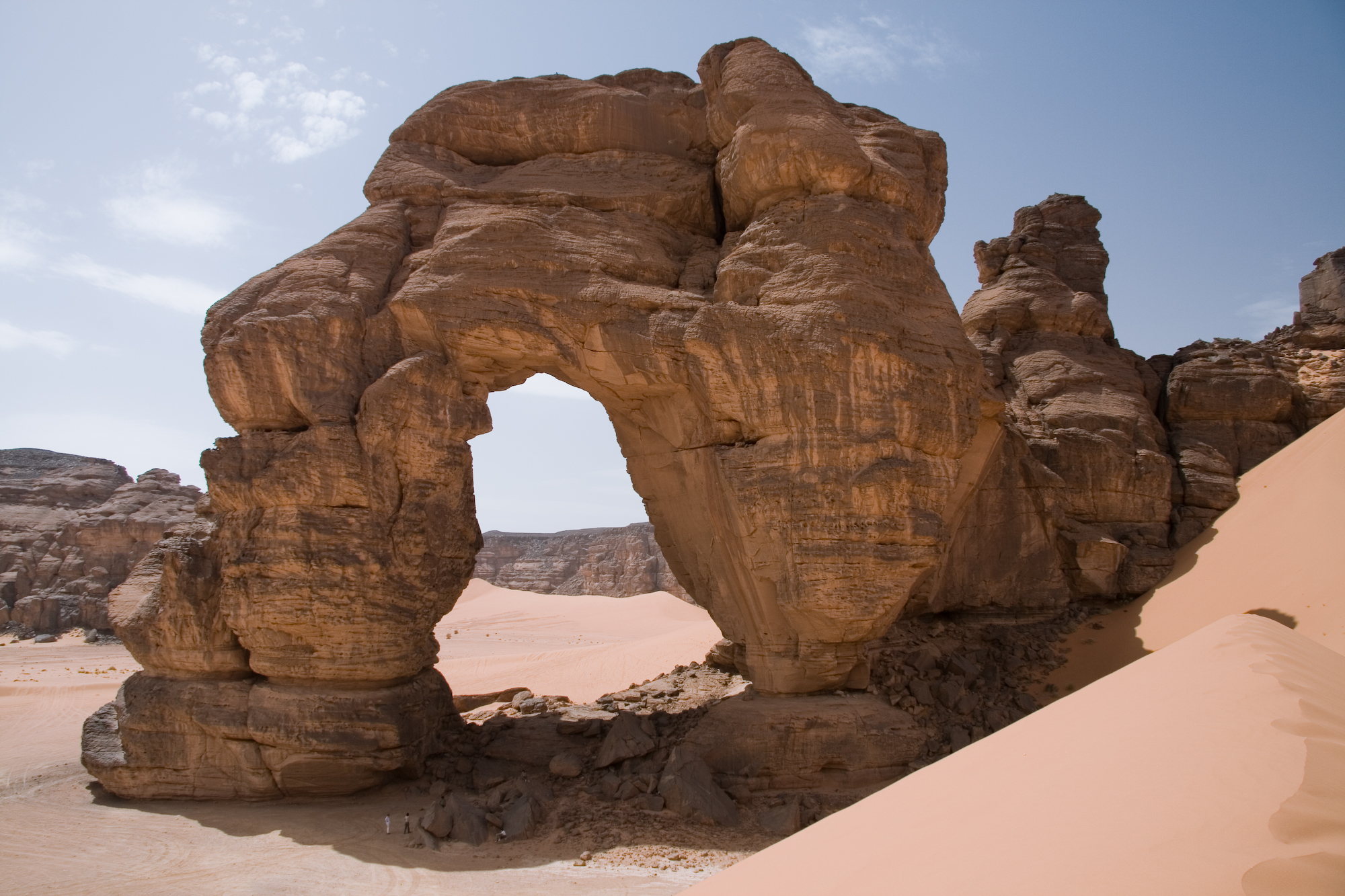
طاق‌های صخره‌ای
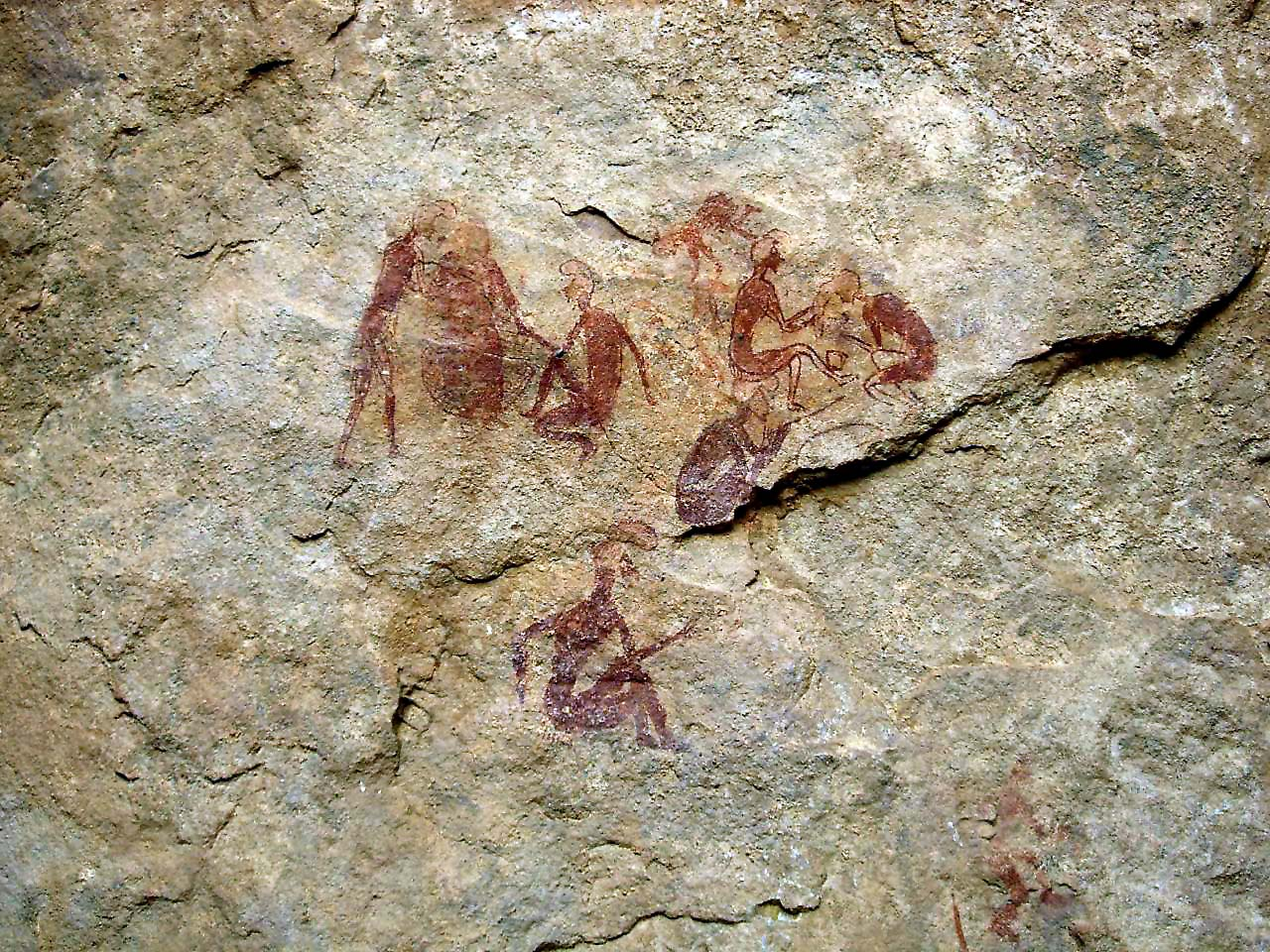
سنگ‌نگاره‌هایی از انسان